# Kirchtagssuppe

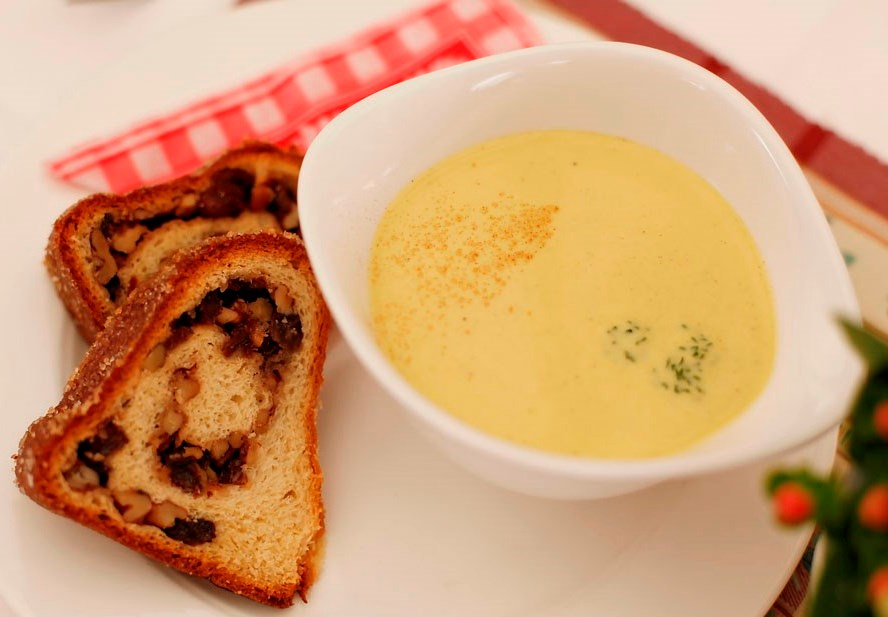
Villacher Kirchtagssuppe mit Reindling

Die Kirchtagssuppe, auch Saure Suppe genannt, ist eine regionale Spezialität aus Österreich. Kirchtagssuppen können schon in Schriften des 17. Jahrhunderts nachgewiesen werden.

## Varianten der Kirchtagssuppe
Eine davon ist die Villacher Kirchtagssuppe. Der Villacher Kirchtag ist ein traditioneller Anlass für ein aufwändiges Menü. Dazu zählten dann Braten vom Schwein, Rind oder Lamm, Fische, Hühner, Kuchen, Süßspeisen, aber auch besondere Suppen. Es gibt jedoch weitere Varianten in anderen Orten Kärntens, die meisten unterscheiden sich geschmacklich nur geringfügig voneinander, da in vielen Suppenvarianten der Kirchtagssuppe großteils die gleichen Zutaten Verwendung finden. Suppen mit etwas größerem geschmacklichem Unterschied sind die Gailtaler Kirchtagssuppe und die Rosentaler Kirchtagssuppe.

## Zubereitung
Je nach Rezept gibt es verschiedene Möglichkeiten, die Suppe zuzubereiten. Eine sehr weit verbreitete ist, erst eine „Basissuppe“ herzustellen und separat weitere Teile der Suppe zu kochen. Erst am Schluss werden alle Elemente in einen Topf gegeben und langsam verrührt. Die Kirchtagssuppe wird aus mehreren Sorten Fleisch gekocht, nämlich Rind, Lamm, Huhn, Schwein und Kalb. Dazu kommen Rinder- und Schafsknochen. Suppengrün, Sauerrahm und Süßrahm sind weitere Zutaten. Sauerrahm und Süßrahm werden in gleicher Menge verarbeitet. Die ganze Suppe wird sehr aufwendig zubereitet und schmeckt etwas säuerlich. Vom Safran hat sie eine gelbe Farbe und ist vollkommen undurchsichtig. Traditionell wird oft Reindling dazugegessen. Nur selten findet sie als Vorspeise Verwendung, meist wird sie als Hauptspeise verzehrt.